# Порталес
Порта́лес (англ. Portales) — город на юго-западе США, административный центр округа Рузвельт штата Нью-Мексико. Население — 11 131 человек (перепись 2000).

## Климат
| Показатель                                   | Янв. | Фев. | Март | Апр. | Май  | Июнь | Июль | Авг. | Сен. | Окт. | Нояб. | Дек. | Год   |
| -------------------------------------------- | ---- | ---- | ---- | ---- | ---- | ---- | ---- | ---- | ---- | ---- | ----- | ---- | ----- |
| Средний суточный максимум, °C                | 12,4 | 15,2 | 19,4 | 24,2 | 28,8 | 32,8 | 33,2 | 32,1 | 29,1 | 23,8 | 17,2  | 11,9 | 23,3  |
| Средний суточный минимум, °C                 | −4,5 | −2,6 | 0,7  | 5,1  | 10,7 | 15,8 | 17,9 | 17,4 | 13,1 | 6,7  | 0     | −4,4 | 6,3   |
| Норма осадков, мм                            | 15,2 | 10,2 | 20,3 | 18,8 | 39,1 | 64,3 | 64   | 82,6 | 48,5 | 42,4 | 17,3  | 17,8 | 439,9 |
| Источник: NOWData - NOAA Online Weather Data |      |      |      |      |      |      |      |      |      |      |       |      |       |

## Демография
По данным переписи населения 2000 года в Порталесе проживало 11 131 человек, 2659 семей, насчитывалось 4188 домашних хозяйств и 4862 жилых дома. Средняя плотность населения составляла около 274,0 человека на один квадратный километр. Расовый состав Порталеса по данным переписи распределился следующим образом: 68,80 % белых, 2,28 % — чёрных или афроамериканцев, 1,12 % — коренных американцев, 0,96 % — азиатов, 0,09 % — выходцев с тихоокеанских островов, 3,35 % — представителей смешанных рас, 38,13 % — других народностей. Испаноязычные составили 56,96 % от всех жителей.
Из 4188 домашних хозяйств в 33,6 % — воспитывали детей в возрасте до 18 лет, 45,3 % представляли собой совместно проживающие супружеские пары, в 14,2 % семей женщины проживали без мужей, 36,5 % не имели семей. 27,8 % от общего числа семей на момент переписи жили самостоятельно, при этом 10,0 % составили одинокие пожилые люди в возрасте 65 лет и старше. Средний размер домашнего хозяйства составил 2,49 человек, а средний размер семьи — 3,09 человека.
Население по возрастному диапазону по данным переписи 2000 года распределилось следующим образом: 26,3 % — жители младше 18 лет, 20,1 % — между 18 и 24 годами, 25,4 % — от 25 до 44 лет, 15,9 % — от 45 до 64 лет и 12,2 % — в возрасте 65 лет и старше. Средний возраст жителей составил 27 лет. На каждые 100 женщин в Порталесе приходилось 93,6 мужчины, при этом на каждые 100 женщин 18 лет и старше приходилось 89,8 мужчин также старше 18 лет.
Средний доход на одно домашнее хозяйство составил 24 658 долларов США, а средний доход на одну семью — 30 462 долларов. При этом мужчины имели средний доход в 27 080 долларов США в год против 20 625 долларов среднегодового дохода у женщин. Доход на душу населения составил 12 935 долларов в год. 18,8 % от всего числа семей в городе и 24,9 % от всей численности населения находилось на момент переписи населения за чертой бедности, при этом 25,5 % из них были моложе 18 лет и 17,5 % — в возрасте 65 лет и старше.

## Качество жизни
Согласно исследованию, проведённому Bizjournals.com среди 577 небольших городов, Порталес занимает 15-е место в стране и 9 место в западной части Соединенных Штатов по общему качеству жизни. Целью исследования было выявление наиболее привлекательных для жизни небольших городов США.
Исследование проводилось по 12 категориям, включая рост численности населения, доход на душу населения, рост малого бизнеса, профессиональные рабочие места, время, затрачиваемое на поездку на работу, стоимость жизни и ученые степени жителей. Порталес, самый маленький город в топ-25, получил 8,96 баллов из 15 возможных. По словам Скотта Томаса, автора исследования, этому способствовали доход на душу населения, малое время поездки на работу, низкие налоги и существенный процент взрослого населения с высшим образованием. Кроме Порталеса, в топ-20 попал только один город из Нью-Мексико — Лос-Аламос.

## Экономика
Порталес является одним из крупнейших производителей арахиса Valencia в США и занимает первое место в стране по производству сертифицированного органического арахисового масла. В Порталесе расположены более 40 молочных ферм и крупнейший в США завод по производству сухого молока. Ежегодно производится и экспортируется молочной продукции на сотни миллионов долларов.

## Образование
В 1934 году в Порталесе открылся Восточный университет Нью-Мексико, ставший третьим по величине университетом штата.

## Известные жители
- Ван Дайк, Милтон — профессор кафедры аэронавтики и астронавтики в Стэнфордском университете

## Фотогалерея

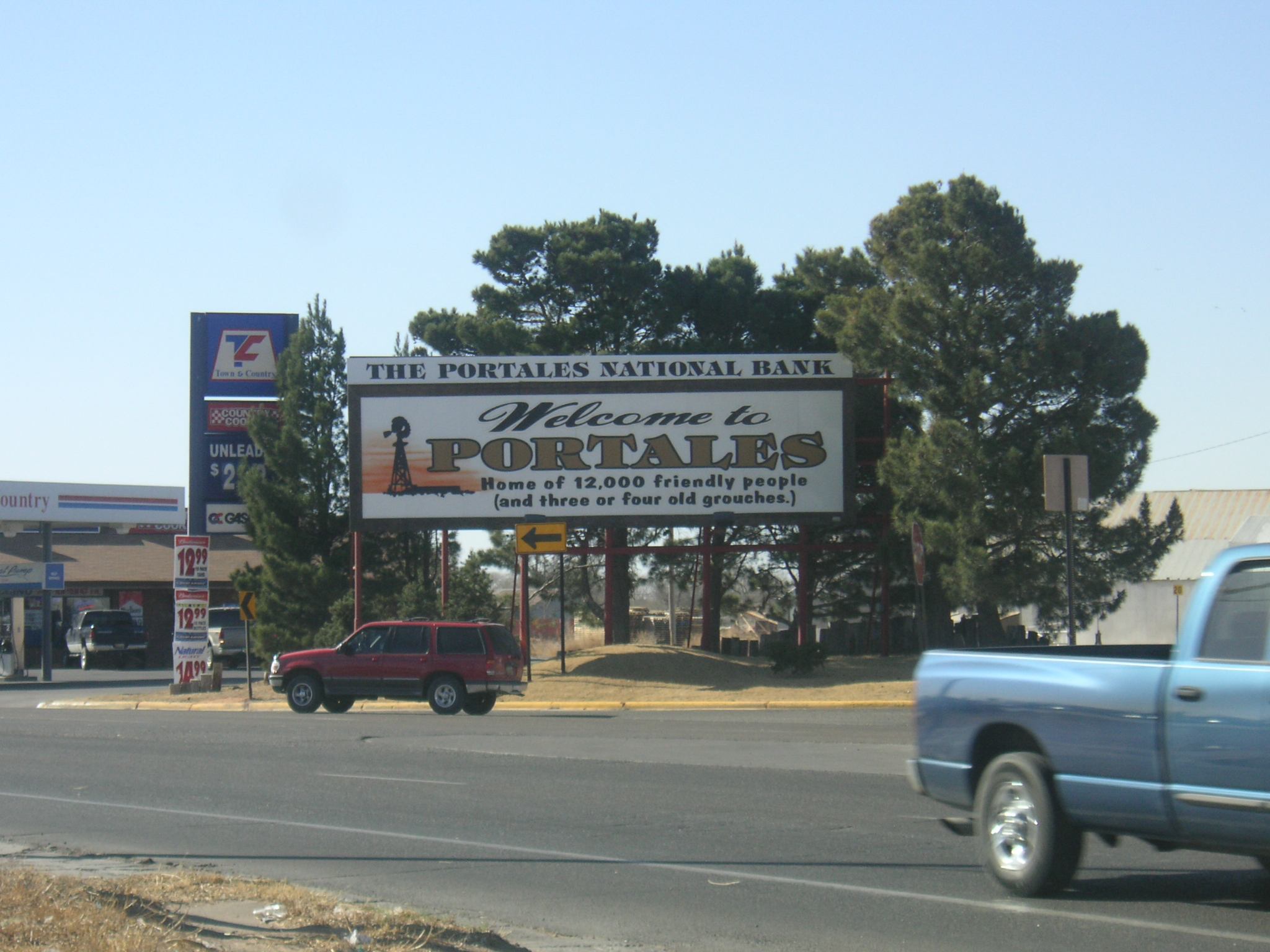
Приветственный знак на въезде в город
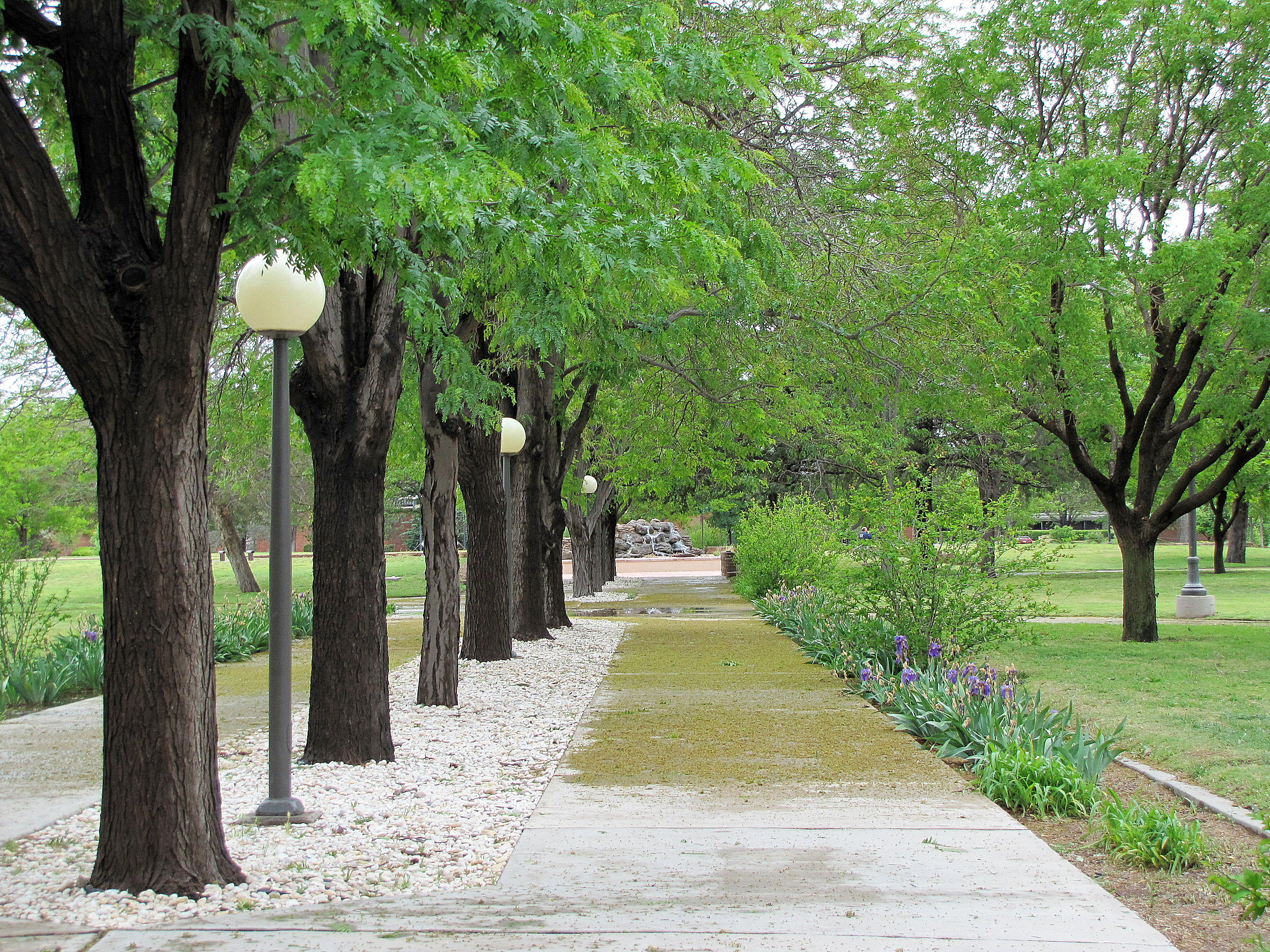
Аллея в университете
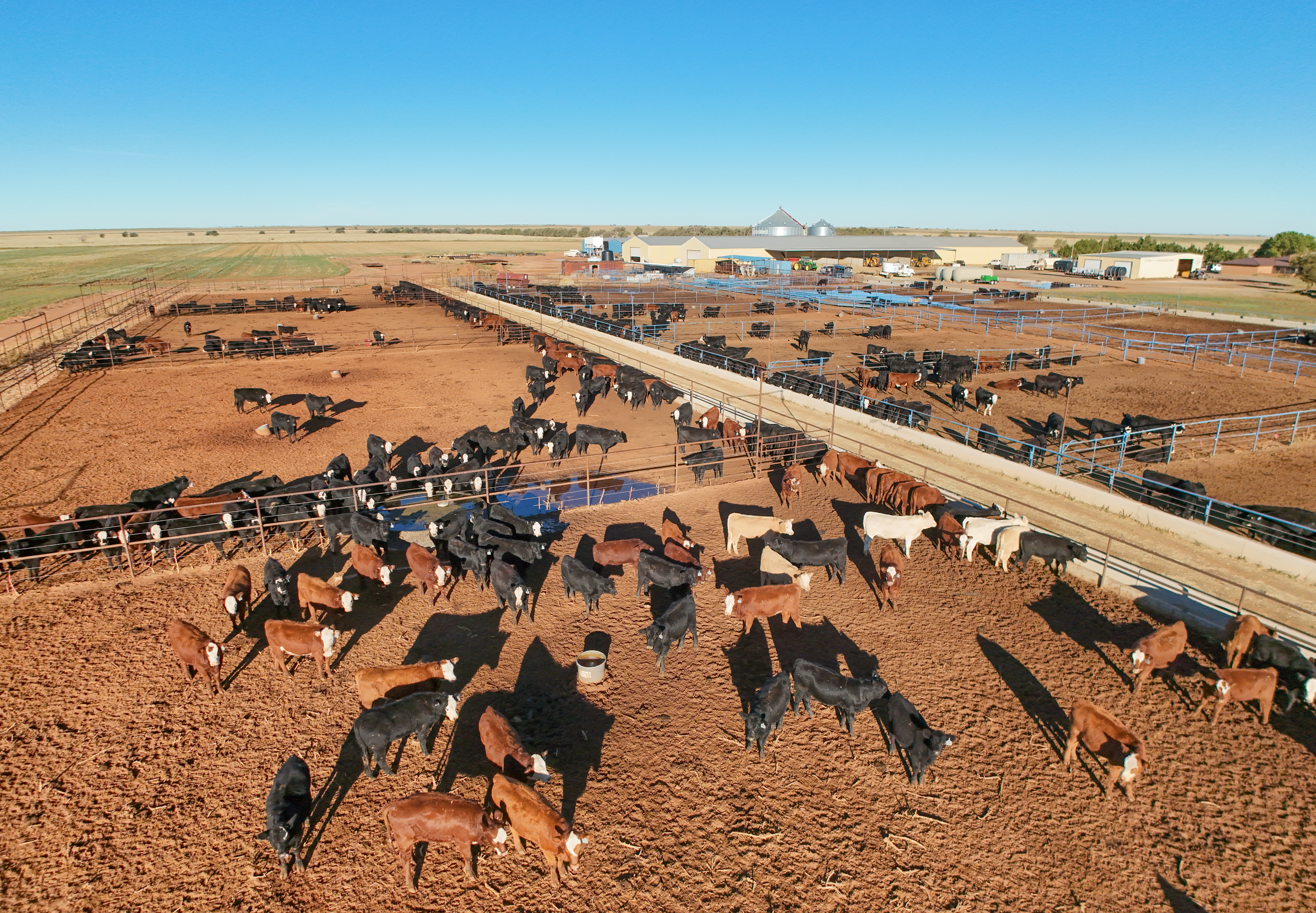
Площадка для откорма скота к югу от города